# Josef Beneš (muzeolog)
Josef Beneš (1. března 1917 ve Vlčnově – 2. října 2005 v Praze) byl český pedagog, etnograf a muzeolog.

## Život
Josef Beneš se narodil ve Vlčnově jako první ze sedmi dětí zednického mistra. Po maturitě na uherskobrodském Reálném gymnáziu v roce 1936 absolvoval učitelský kurz a působil jako pedagog ve Vlčnově, Nivnici a Uherském Brodě. Vystudoval učitelství výtvarné výchovy a deskriptivní geometrie na učitelském ústavu (pozdější pedagogické fakultě) v Olomouci.
Zájem o etnologii ho v roce 1943 přivedl do Muzea Jana Amose Komenského v Uherském Brodě, kde působil jako dobrovolník a od roku 1955 jako první ředitel. Jako komunista a prověřený kádr byl v roce 1956 jmenován referentem pro muzea na Ministerstvu kultury. Při zaměstnání vystudoval na Karlově Univerzitě etnologii a v roce 1966 získal hodnost kandidáta věd. Přednášel etnologii a obecnou muzeologii na filozofické fakultě Karlovy univerzity v Praze. V letech 1968–1982 byl členem Muzeologického kabinetu – střediska pro výuku muzeologie FFUK při Národním muzeu, dále tajemníkem československého výboru ICOM, tajemníkem Ústřední muzejní rady ministerstva kultury (1960–1974) a od roku 1961 je řádným členem Národopisné společnosti při ČSAV v Praze.
V roce 1982 odešel do důchodu, ale stále se aktivně zabýval etnologií a muzeologií, kterou vyučoval v Brně a Opavě.
Josef Beneš zemřel 2. října 2005 v Praze.

## Dílo
Jeho bibliografie, zveřejněná v jeho monografii Základy muzeologie, čítá na šest set prací, včetně objemných monografií jako jsou Muzeum a sbírky, Muzeum a výchova, Muzejní prezentace či Muzeologický slovník.
Beneš byl jedním z mála, kteří si svojí prací získali i mezinárodní reputaci. Publikoval a přednášel např. v Maďarsku, Bulharsku, v bývalé NDR a Jugoslávii, Německu, Švédsku, v rámci mezinárodní komise pro muzeologii ICOFOM a jinde. 